# (635) Vundtia
(635) Vundtia ist ein Asteroid des Hauptgürtels, der am 9. Juni 1907 vom deutschen Astronomen Karl Julius Lohnert (1885–1944) in Heidelberg entdeckt wurde. 
Der Asteroid wurde nach dem deutschen Psychologen Wilhelm Wundt benannt, bei dem sich Karl Lohnert promoviert hatte. Lohnert musste sich dabei gegen die Benennungsregeln für Planetoiden durchsetzen, für die nur weibliche Vornamen zulässig waren.